# 安啦沒問題
《安啦沒問題》（きっと大丈夫）是嵐的第十六枚單曲。於2006年5月17日發行。唱片公司為J Storm。

## 解說
- B面曲《春風運動鞋》的歌詞裡，還加入當時合作的花王「8x4 Powder Spray」的廣告宣傳詞。
- 通常盤的初回限定追加盤內，CD封套內還附送小文件夾，封面是嵐五人的照片，裡面則印刷著「J Storm」的字樣。

## 收錄曲

### 通常盤
1. 安啦沒問題（きっと大丈夫）
（作詞：SPIN　Rap詞：櫻井翔　作曲、編曲：Shinnosuke）
House wellness foods「C1000×嵐編」廣告歌
2. 春風運動鞋（春風スニーカー）
（作詞：北川曉　作曲：Trevor Ingram　編曲：CHOKKAKU）
花王「8x4 Powder Spray」廣告歌
3. NA!NA!NA!!
（作詞：SPIN　Rap詞：櫻井翔　作曲：飯田建彥　編曲：ha-j）
4. 安啦沒問題（Original Karaoke）
5. 春風運動鞋（Original Karaoke）
6. NA!NA!NA!!（Original Karaoke）

### 初回限定盤
1. 安啦沒問題
2. 春風運動鞋
3. PV安啦沒問題（DVD）